# Rencontres de la Ligue des champions de l'AFC 2019
Les rencontres de la Ligue des champions de l'AFC 2019 est prévu pour être joué de 4 mars à 22 mai 2019. Un total de 32 équipes compètent en phase de groupe pour décider les 16 places en phase à élimination directe de la Ligue des champions de l'AFC 2019.

## Format

### Critères de départage
Selon l'article 10.5 du règlement de la compétition, en cas d’égalité de points de plusieurs équipes à l'issue des matches de groupe, les critères suivants sont appliqués dans l'ordre indiqué pour établir leur
classement :
1. plus grand nombre de points obtenus dans les matches de groupe disputés entre les équipes concernées ;
2. meilleure différence de buts dans les matches du groupe disputés entre les équipes concernées;
3. plus grand nombre de buts marqués dans les matches du groupe disputés entre les équipes concernées;
4. plus grand nombre de buts marqués à l’extérieur dans les matches du groupe disputés entre les équipes concernées;
5. si, après l’application des critères 1 à 4, plusieurs équipes sont toujours à égalité, les critères 1 à 4 sont à nouveau appliqués exclusivement aux matches entre les équipes concernées afin de déterminer leur classement final. Si cette procédure ne donne pas de résultat, les critères 6 à 12 s’appliquent;
6. meilleure différence de buts dans tous les matches du groupe;
7. plus grand nombre de buts marqués dans tous les matches du groupe;
8. Tirs-au-but si deux équipes seulement sont liées est elles se sont rencontrés au dernier tour du groupe;
9. total le plus faible de points disciplinaires sur la base uniquement des cartons jaunes et des cartons rouges reçus durant tous les matches du groupe (carton rouge = 3 points, carton jaune = 1 point, expulsion pour deux cartons jaunes au cours d'un match = 3 points);
10. Équipe de l'association la mieux classée.

## Calendrier
Le calendrier de chaque journée est comme suit,.
- Matchs en la Région Ouest sont joués sur lundi et mardi (deux groupes dans chaque jour).
- Matchs en la Région Est sont joués sur mardi et mercredi (two groups dans chaque jour).

| Journées   | Dates            | Matchs                                       |
| ---------- | ---------------- | -------------------------------------------- |
| Journées 1 | 4–6 mars 2019    | Équipe 1 vs. Équipe 4, Équipe 3 vs. Équipe 2 |
| Journées 2 | 11–13 mars 2019  | Équipe 4 vs. Équipe 3, Équipe 2 vs. Équipe 1 |
| Journées 3 | 8–10 avril 2019  | Équipe 4 vs. Équipe 2, Équipe 1 vs. Équipe 3 |
| Journées 4 | 22–24 avril 2019 | Équipe 2 vs. Équipe 4, Équipe 3 vs. Équipe 1 |
| Journées 5 | 6–8 mai 2019     | Équipe 4 vs. Équipe 1, Équipe 2 vs. Équipe 3 |
| Journées 6 | 20–22 mai 2019   | Équipe 1 vs. Équipe 2, Équipe 3 vs. Équipe 4 |

### Groupes
Légende des classements
- Qualifié pour les huitièmes de finale

Légende des résultats
- Victoire à domicile
- Match nul
- Victoire à l'extérieur

#### Groupe A
| Rang | Équipe        | Pts | J | G | N | P | Bp | Bc | Diff |  | Résultats (▼ dom., ► ext.) |     |     |     |     |
| ---- | ------------- | --- | - | - | - | - | -- | -- | ---- |  | -------------------------- | --- | --- | --- | --- |
| 1    | Zob Ahan      | 11  | 5 | 3 | 2 | 0 | 10 | 5  | +5   |  | Zob Ahan                   |     | -   | 0-0 | 2-0 |
| 2    | Al-Nasr Riyad | 9   | 5 | 3 | 0 | 2 | 11 | 7  | +4   |  | Al-Nasr Riyad              | 2-3 |     | 4-1 | 3-1 |
| 3    | Al-Zawraa     | 8   | 6 | 2 | 2 | 2 | 14 | 9  | +5   |  | Al-Zawraa                  | 2-2 | 1-2 |     | 5-0 |
| 4    | Al-Wasl       | 3   | 6 | 1 | 0 | 5 | 4  | 18 | -14  |  | Al-Wasl                    | 1-3 | 1-0 | 1-5 |     |

| 1er journée             | Al-Wasl                  | 1 - 0 | Al-Nasr Riyad | Zabeel Stadium, Dubai                          |                                                |
| 4 mars 2019 19h20 UTC+4 | Fabio Lima 62e (pen.)    | (0-0) |               | Spectateurs : 5,370 Arbitrage : Peter Green () | Spectateurs : 5,370 Arbitrage : Peter Green () |
| 4 mars 2019 19h20 UTC+4 | Live Report Stats Report |       |               | Spectateurs : 5,370 Arbitrage : Peter Green () | Spectateurs : 5,370 Arbitrage : Peter Green () |

| 1er journée                | Zob Ahan                 | 0 - 0 | Al-Zawraa | Stade Foulad Chahr, Ispahan                |                                            |
| 4 mars 2019 19h00 UTC+3:30 |                          | (0-0) |           | Spectateurs : 2,433 Arbitrage : Fu Ming () | Spectateurs : 2,433 Arbitrage : Fu Ming () |
| 4 mars 2019 19h00 UTC+3:30 | Live Report Stats Report |       |           | Spectateurs : 2,433 Arbitrage : Fu Ming () | Spectateurs : 2,433 Arbitrage : Fu Ming () |

| 2e journée               | Al-Zawraa                                                         | 5 - 0 | Al-Wasl | Karbala Sports City, Karbala                              |                                                           |
| 11 mars 2019 17h00 UTC+3 | *Saeed 22e - Abbas 36e 51e - Abdul-Raheem 75e - Jwayed 84e (pen.) | (2-0) |         | Spectateurs : 27,500 Arbitrage : Mohd Amirul Izwan Yaacob | Spectateurs : 27,500 Arbitrage : Mohd Amirul Izwan Yaacob |

| 2e journée               | Al-Nasr Riyad                       | 2 - 3 | Zob Ahan                                             | Stade Al-Maktoum, Dubaï(Émirats Arabes Unis) |                     |
| 11 mars 2019 19h45 UTC+4 | *Giuliano 5e - Hamdallah 58e (pen.) | (1-2) | *Nejadmehdi 30e - Mohammadzadeh 39e - Motahari 90+1e | Arbitrage : Ma Ning                          | Arbitrage : Ma Ning |

| 3e journée               | Al-Wasl   | 1 - 3 | Zob Ahan                                      | Zabeel Stadium, Dubai                        |                                              |
| 8 avril 2019 19h40 UTC+4 | *Caio 14e |       | *Osaguona 16e - Motahari 35e - Bou Hamdan 86e | Spectateurs : 620 Arbitrage : Yudai Yamamoto | Spectateurs : 620 Arbitrage : Yudai Yamamoto |

| 3e journée               | Al-Nasr Riyad                                                       | 4 - 1 | Al-Zawraa   | King Fahd International Stadium, Riyadh     |                                             |
| 8 avril 2019 20h15 UTC+3 | *Al Salem 24e (pen.) - Al-Shehri 29e - Hawsawi 59e - Giuliano 90+4e |       | *Fadhel 12e | Spectateurs : 3 228 Arbitrage : Jumpei Iida | Spectateurs : 3 228 Arbitrage : Jumpei Iida |

| 4e journée                | Al-Zawraa      | 1 - 2 | Al-Nasr Riyad                                | Karbala Sports City, Karbala |                          |
| 23 avril 2019 18h00 UTC+3 | Alaa Abbas 30e | (1-0) | Yahya Al-Shehri 56e · Nawaf Al-Farshan 90+8e | Arbitrage : Ahmed Al-Kaf     | Arbitrage : Ahmed Al-Kaf |

| 4e journée                   | Zob Ahan                                          | 2 - 0 | Al-Wasl | Stade Foulad Shahr, Ispahan |                          |
| 23 avril 2019 20h00 UTC+4:30 | Alireza Cheraghali 2e · Amir Arsalan Motahari 15e | (2-0) |         | Arbitrage : Ko Hyung-jin    | Arbitrage : Ko Hyung-jin |

| 5e journée             | Al-Zawraa                     | 2 - 2 | Zob Ahan                        | Karbala Sports City, Karbala |  |
| 7 mai 2019 18h00 UTC+3 | *Abbas 44e - Abdul-Raheem 61e |       | *Niknafs 28e - Habibzadeh 90+2e |                              |  |

| 5e journée             | Al-Nasr Riyad                                 | 3 - 1 | Al-Wasl     | Stade international du Roi Fahd, Riyad |  |
| 7 mai 2019 21h00 UTC+3 | *Giuliano 30e - Al Salem 34e - Al-Jumeiah 57e |       | *Khamis 90e |                                        |  |

| 6e journée              | Al-Wasl             | 1 - 5 | Al-Zawraa                                                                             | Stade Zabeel, Dubai |  |
| 21 mai 2019 22h00 UTC+4 | *Hassan Mohammed 5e |       | *Alaa Abbas 22e 45+1e · Ahmad Fadel 39e · Ahmed Jalal 51e · Mohannad Abdul-Raheem 59e |                     |  |

| 6e journée          | Zob Ahan | - | Al-Nasr Riyad | Stade Grand Hamad, Doha(Qatar) |
| 29 mai 2019 h UTC+3 |          |   |               |                                |

#### Groupe B
| Rang | Équipe             | Pts | J | G | N | P | Bp | Bc | Diff |  | Résultats (▼ dom., ► ext.) |     |     |     |     |
| ---- | ------------------ | --- | - | - | - | - | -- | -- | ---- |  | -------------------------- | --- | --- | --- | --- |
| 1    | Al-Wahda           | 13  | 6 | 4 | 1 | 1 | 14 | 9  | +5   |  | Al-Wahda                   |     | 4-1 | 3-1 | 4-3 |
| 2    | Al-Ittihad         | 11  | 6 | 3 | 2 | 1 | 13 | 9  | +4   |  | Al-Ittihad                 | 1-1 |     | 3-2 | 5-1 |
| 3    | Lokomotiv Tachkent | 7   | 6 | 2 | 1 | 3 | 10 | 11 | -1   |  | Lokomotiv Tachkent         | 2-0 | 1-1 |     | 3-2 |
| 4    | Al Rayyan          | 3   | 6 | 1 | 0 | 5 | 9  | 17 | -8   |  | Al Rayyan                  | 1-2 | 0-2 | 2-1 |     |

| 1er journée             | Lokomotiv Tachkent                      | 2 - 0 | Al-Wahda | Stade Lokomotiv, Tachkent                       |                                                 |
| 4 mars 2019 16h00 UTC+5 | *Abdukholiqov 5e - Tukhtakhodjaev 90+3e | (1-0) |          | Spectateurs : 3,151 Arbitrage : Ko Hyung-jin () | Spectateurs : 3,151 Arbitrage : Ko Hyung-jin () |
| 4 mars 2019 16h00 UTC+5 | Live Report Stats Report                |       |          | Spectateurs : 3,151 Arbitrage : Ko Hyung-jin () | Spectateurs : 3,151 Arbitrage : Ko Hyung-jin () |

| 1er journée             | Al-Ittihad                                                                    | 5 - 1 | Al Rayyan | Roi Abdullah Sports City, Djeddah |                            |
| 4 mars 2019 20h35 UTC+3 | *Al-Muwallad 45e 78e - Al-Aryani 45+1e - Al-Sahafi 48e - Al-Ghamdi 70e (pen.) | (1-1) | Viera 23e | Arbitrage : Minoru Tōjō ()        | Arbitrage : Minoru Tōjō () |
| 4 mars 2019 20h35 UTC+3 | Live Report Stats Report                                                      |       |           | Arbitrage : Minoru Tōjō ()        | Arbitrage : Minoru Tōjō () |

| 2e journée               | Al Rayyan              | 2 - 1 | Lokomotiv Tachkent | Stade Jassim-bin-Hamad, Doha                    |                                                 |
| 11 mars 2019 18h35 UTC+3 | *Lucca 38e - Rivas 58e | (1-1) | *Turapov 4e        | Spectateurs : 1,103 Arbitrage : Hiroyuki Kimura | Spectateurs : 1,103 Arbitrage : Hiroyuki Kimura |

| 2e journée               | Al-Wahda                                      | 4 - 1 | Al-Ittihad       | Stade Al-Nahyan, Abou Dabi                   |                                              |
| 11 mars 2019 19h00 UTC+4 | *Barqesh 16e - Leonardo 52e 90+1e - Matar 80e |       | *Al-Shamrani 56e | Spectateurs : 2,779 Arbitrage : Ahmed Al-Ali | Spectateurs : 2,779 Arbitrage : Ahmed Al-Ali |

| 3e journée               | Al Rayyan  | 1 - 2 | Al-Wahda                               | Stade Jassim-bin-Hamad, Doha                 |                                              |
| 9 avril 2019 18h45 UTC+3 | *Rivas 52e |       | *Tagliabué 67e - Leonardo 90+3e (pen.) | Spectateurs : 1 308 Arbitrage : Kim Dong-jin | Spectateurs : 1 308 Arbitrage : Kim Dong-jin |

| 3e journée               | Al-Ittihad                                             | 3 - 2 | Lokomotiv Tachkent            | King Abdullah Sports City, Jeddah             |                                               |
| 9 avril 2019 20h45 UTC+3 | *Al-Shamrani 48e (pen.) - Al-Muwallad 50e 90+4e (pen.) |       | *Iskanderov 70e - Rajevac 82e | Spectateurs : 50 Arbitrage : Sivakorn Pu-udom | Spectateurs : 50 Arbitrage : Sivakorn Pu-udom |

| 4e journée                | Lokomotiv Tachkent          | 1 - 1 | Al-Ittihad    | Stade Lokomotiv, Tachkent |                     |
| 22 avril 2019 18h00 UTC+5 | Temurkhuga Abdukholiqov 36e | (1-1) | Romarinho 12e | Arbitrage : Fu Ming       | Arbitrage : Fu Ming |

| 4e journée                | Al-Wahda                               | 4 - 3 | Al Rayyan                                | Stade Al-Nahyan, Abou Dabi  |                             |
| 22 avril 2019 19h20 UTC+4 | Leonardo da Silva Souza 8e 56e 82e 89e |       | Sebastian Soria 2e · Gelmin Rivas 6e 21e | Arbitrage : Hiroyuki Kimura | Arbitrage : Hiroyuki Kimura |

| 5e journée             | Al-Wahda                                               | 3 - 1 | Lokomotiv Tachkent | Al-Nahyan Stadium, Abu Dhabi |  |
| 7 mai 2019 22h00 UTC+4 | *Jelić 59e (csc) - Leonardo 77e (pen.) - Ibrahim 90+1e |       | *Abdukholiqov 47e  |                              |  |

| 5e journée             | Al Rayyan | 0 - 2 | Al-Ittihad                       | Stade Jassim-bin-Hamad, Doha |  |
| 7 mai 2019 21h30 UTC+3 |           |       | *Al-Shamrani 62e - Romarinho 67e |                              |  |

| 6e journée              | Al-Ittihad    | 1 - 1 | Al-Wahda             | Stade Roi-Abdallah, Djeddah |  |
| 21 mai 2019 22h00 UTC+3 | Romarinho 68e | (0-0) | Mohammed Barqesh 71e |                             |  |

| 6e journée              | Lokomotiv Tachkent                  | 3 - 2 | Al Rayyan               | Stade Lokomotiv, Tachkent               |                                         |
| 21 mai 2019 19h00 UTC+5 | *Mirzaev 35e - Abdukholiqov 47e 61e | (1-2) | *Tabata 1re - Viera 22e | Spectateurs : 2,540 Arbitrage : MA Ning | Spectateurs : 2,540 Arbitrage : MA Ning |

#### Groupe C
| Rang | Équipe    | Pts | J | G | N | P | Bp | Bc | Diff |  | Résultats (▼ dom., ► ext.) |     |     |     |     |
| ---- | --------- | --- | - | - | - | - | -- | -- | ---- |  | -------------------------- | --- | --- | --- | --- |
| 1    | Al-Hilal  | 13  | 6 | 4 | 1 | 1 | 10 | 5  | +5   |  | Al-Hilal                   |     | 3-1 | 1-0 | 2-0 |
| 2    | Al-Duhail | 9   | 6 | 2 | 3 | 1 | 11 | 8  | +3   |  | Al-Duhail                  | 2-2 |     | 3-0 | 2-2 |
| 3    | Esteghlal | 8   | 6 | 2 | 2 | 2 | 4  | 7  | -3   |  | Esteghlal                  | 2-1 | 1-1 |     | 1-1 |
| 4    | Al Ain    | 2   | 6 | 0 | 2 | 4 | 3  | 8  | -5   |  | Al Ain                     | 0-1 | 0-2 | 1-2 |     |

| 1er journée             | Al-Duhail                                | 3 - 0 | Esteghlal | Stade Abdullah bin Khalifa, Doha                   |                                                    |
| 5 mars 2019 18h15 UTC+3 | *Benatia 56e - El-Arabi 73e - Afif 90+1e | (0-0) |           | Spectateurs : 6,888 Arbitrage : Ravshan Irmatov () | Spectateurs : 6,888 Arbitrage : Ravshan Irmatov () |
| 5 mars 2019 18h15 UTC+3 | Live Report Stats Report                 |       |           | Spectateurs : 6,888 Arbitrage : Ravshan Irmatov () | Spectateurs : 6,888 Arbitrage : Ravshan Irmatov () |

| 1er journée             | Al Ain                   | 0 - 1 | Al-Hilal        | Stade Hazza Bin Zayed, Al Ain                      |                                                    |
| 5 mars 2019 19h20 UTC+4 |                          | (0-0) | Al-Shalhoub 65e | Spectateurs : 9,726 Arbitrage : Nawaf Shukralla () | Spectateurs : 9,726 Arbitrage : Nawaf Shukralla () |
| 5 mars 2019 19h20 UTC+4 | Live Report Stats Report |       |                 | Spectateurs : 9,726 Arbitrage : Nawaf Shukralla () | Spectateurs : 9,726 Arbitrage : Nawaf Shukralla () |

| 2e journée                  | Esteghlal                | 1 - 1 | Al Ain       | Stade d'Azadi, Téhéran                        |                                               |
| 12 mars 2019 19h00 UTC+3:30 | Bagheri 53e              | (0-0) | Shiotani 85e | Spectateurs : 65,178 Arbitrage : Ahmed Al-Kaf | Spectateurs : 65,178 Arbitrage : Ahmed Al-Kaf |
| 12 mars 2019 19h00 UTC+3:30 | Live Report Stats Report |       |              | Spectateurs : 65,178 Arbitrage : Ahmed Al-Kaf | Spectateurs : 65,178 Arbitrage : Ahmed Al-Kaf |

| 2e journée               | Al-Hilal                                         | 3 - 1 | Al-Duhail     | Stade KSU, Riyadh                                       |                                                         |
| 12 mars 2019 18h45 UTC+3 | *Carlos Eduardo 25e - Al-Bulaihi 77e - Gomis 79e |       | *Nakajima 75e | Spectateurs : 22,929 Arbitrage : Hettikamkanamge Perera | Spectateurs : 22,929 Arbitrage : Hettikamkanamge Perera |
| 12 mars 2019 18h45 UTC+3 | Live Report Stats Report                         |       |               | Spectateurs : 22,929 Arbitrage : Hettikamkanamge Perera | Spectateurs : 22,929 Arbitrage : Hettikamkanamge Perera |

| 3e journée               | Al-Duhail                  | 2 - 2 | Al Ain                 | Abdullah bin Khalifa Stadium, Doha      |                                         |
| 8 avril 2019 18h30 UTC+3 | *Boudiaf 9e - El-Arabi 32e |       | *Maroof 36e - Berg 58e | Spectateurs : 6 300 Arbitrage : Ma Ning | Spectateurs : 6 300 Arbitrage : Ma Ning |

| 3e journée               | Esteghlal                     | 2 - 1 | Al-Hilal   | Stade Hamad bin Khalifa, Doha(Qatar)      |                                           |
| 8 avril 2019 20h00 UTC+3 | *A. Karimi 5e - Montazeri 30e |       | *Gomis 71e | Spectateurs : 947 Arbitrage : Chris Beath | Spectateurs : 947 Arbitrage : Chris Beath |

| 4e journée                | Al-Hilal               | 1 - 0 | Esteghlal | Stade Mohammed Bin Zayed, Abu Dhabi (Émirats Arabes Unis) |                        |
| 23 avril 2019 19h00 UTC+4 | Sebastian Giovinco 51e | (0-0) |           | Arbitrage : Ryuji Sato                                    | Arbitrage : Ryuji Sato |

| 4e journée                | Al Ain | 0 - 2 | Al-Duhail                            | Stade Hazza Bin Zayed, Al Ain |                           |
| 23 avril 2019 20h00 UTC+4 |        | (0-1) | Almoez Ali 3e · Youssef El-Arabi 66e | Arbitrage : Muhammad Taqi     | Arbitrage : Muhammad Taqi |

| 5e journée                | Esteghlal   | 1 - 1 | Al-Duhail    | Stade d'Azadi, Téhéran |  |
| 6 mai 2019 20h30 UTC+4:30 | Cheshmi 53e |       | Edmilson 55e |                        |  |

| 5e journée             | Al-Hilal                       | 2 - 0 | Al Ain | Stade de l'Université du Roi Saoud, Riyad |  |
| 6 mai 2019 22h30 UTC+3 | *Bahebri 1re - Al-Shalhoub 90e |       |        |                                           |  |

| 6e journée              | Al-Duhail                    | 2 - 2 | Al-Hilal       | Stade Abdullah bin Khalifa, Doha            |                                             |
| 20 mai 2019 21h00 UTC+3 | *El-Arabi 15e - Mazeed 90+2e | (1-1) | *Gomis 29e 55e | Spectateurs : 4,170 Arbitrage : Minoru Tōjō | Spectateurs : 4,170 Arbitrage : Minoru Tōjō |

| 6e journée              | Al Ain    | 1 - 2 | Esteghlal                      | Stade Hazza Bin Zayed, Al-Aïn                |                                              |
| 20 mai 2019 22h00 UTC+4 | *Berg 13e | (1-2) | *Daneshgar 22e - Tabrizi 45+1e | Spectateurs : 1,126 Arbitrage : Ko Hyung-jin | Spectateurs : 1,126 Arbitrage : Ko Hyung-jin |

#### Groupe D
| Rang | Équipe             | Pts | J | G | N | P | Bp | Bc | Diff |  | Résultats (▼ dom., ► ext.) |     |     |     |     |
| ---- | ------------------ | --- | - | - | - | - | -- | -- | ---- |  | -------------------------- | --- | --- | --- | --- |
| 1    | AL-Sadd            | 10  | 6 | 3 | 1 | 2 | 7  | 8  | -1   |  | AL-Sadd                    |     | 2-1 | 2-1 | 1-0 |
| 2    | Al-Ahli            | 9   | 6 | 3 | 0 | 3 | 7  | 7  | 0    |  | Al-Ahli                    | 2-0 |     | 2-1 | 2-1 |
| 3    | Pakhtakor Tachkent | 8   | 6 | 2 | 2 | 2 | 7  | 7  | 0    |  | Pakhtakor Tachkent         | 2-2 | 1-0 |     | 1-0 |
| 4    | Persépolis         | 7   | 6 | 2 | 1 | 3 | 6  | 5  | +1   |  | Persépolis                 | 2-0 | 2-0 | 1-1 |     |

| 1er journée                | Persépolis               | 1 - 1 | Pakhtakor Tachkent | Stade Azadi, Téhéran                                       |                                                            |
| 5 mars 2019 18h30 UTC+3:30 | Budimir 25e              | (1-1) | Bikmaev 5e         | Spectateurs : 46,350 Arbitrage : Hettikamkanamge Perera () | Spectateurs : 46,350 Arbitrage : Hettikamkanamge Perera () |
| 5 mars 2019 18h30 UTC+3:30 | Live Report Stats Report |       |                    | Spectateurs : 46,350 Arbitrage : Hettikamkanamge Perera () | Spectateurs : 46,350 Arbitrage : Hettikamkanamge Perera () |

| 1er journée             | Al-Ahli                  | 2 - 0 | AL-Sadd | King Abdullah Sports City, Djeddah              |                                                 |
| 5 mars 2019 20h15 UTC+3 | Al Somah 32e (pen.) 76e  | (1-0) |         | Spectateurs : 7,328 Arbitrage : Ahmed Al-Kaf () | Spectateurs : 7,328 Arbitrage : Ahmed Al-Kaf () |
| 5 mars 2019 20h15 UTC+3 | Live Report Stats Report |       |         | Spectateurs : 7,328 Arbitrage : Ahmed Al-Kaf () | Spectateurs : 7,328 Arbitrage : Ahmed Al-Kaf () |

| 2e journée               | Pakhtakor Tachkent       | 1 - 0 | Al-Ahli | Stade Pakhtakor Markaziy, Tachkent |                           |
| 12 mars 2019 18h00 UTC+5 | Bikmaev 62e              | (0-0) |         | Arbitrage : Muhammad Taqi          | Arbitrage : Muhammad Taqi |
| 12 mars 2019 18h00 UTC+5 | Live Report Stats Report |       |         | Arbitrage : Muhammad Taqi          | Arbitrage : Muhammad Taqi |

| 2e journée               | AL-Sadd                  | 1 - 0 | Persépolis | Stade Jassim-bin-Hamad, Doha                 |                                              |
| 12 mars 2019 18h45 UTC+3 | Bounedjah 90+5e          | (0-0) |            | Spectateurs : 8,053 Arbitrage : Kim Dong-jin | Spectateurs : 8,053 Arbitrage : Kim Dong-jin |
| 12 mars 2019 18h45 UTC+3 | Live Report Stats Report |       |            | Spectateurs : 8,053 Arbitrage : Kim Dong-jin | Spectateurs : 8,053 Arbitrage : Kim Dong-jin |

| 3e journée               | Pakhtakor Tachkent       | 2 - 2 | AL-Sadd      | Pakhtakor Central Stadium, Tachkent      |                                          |
| 9 avril 2019 19h00 UTC+5 | *Alijonov 9e - Ćeran 41e |       | *Xavi 6e 16e | Spectateurs : 32 315 Arbitrage : Fu Ming | Spectateurs : 32 315 Arbitrage : Fu Ming |

| 3e journée               | Persépolis                     | 2 - 0 | Al-Ahli | Stade Zabeel, Dubaï (Émirats Arabes Unis)       |                                                 |
| 9 avril 2019 19h30 UTC+4 | *Khalilzadeh 18e - Alipour 48e |       |         | Spectateurs : 1 878 Arbitrage : Hiroyuki Kimura | Spectateurs : 1 878 Arbitrage : Hiroyuki Kimura |

| 4e journée                | AL-Sadd                         | 2 - 1 | Pakhtakor Tachkent | Stade Jassim-bin-Hamad, Doha |                         |
| 22 avril 2019 19h00 UTC+3 | Xavi 9e · Baghdad Bounedjah 87e | (1-1) | Egor Krimets 30e   | Arbitrage : Jumpei Iida      | Arbitrage : Jumpei Iida |

| 4e journée                | Al-Ahli                | 2 - 1 | Persépolis        | Stade Al-Maktoum, Dubaï (Émirats Arabes Unis) |                     |
| 22 avril 2019 19h30 UTC+4 | Al Soma 30e (pen.) 83e | (1-0) | Khalilzadeh 90+3e | Arbitrage : Ma Ning                           | Arbitrage : Ma Ning |

| 5e journée             | Pakhtakor Tachkent | 1 - 0 | Persépolis | Pakhtakor Central Stadium, Tachkent |  |
| 6 mai 2019 20h00 UTC+5 | Sergeev 86e        |       |            |                                     |  |

| 5e journée             | AL-Sadd                   | 2 - 1 | Al-Ahli              | Stade Jassim-bin-Hamad, Doha |  |
| 6 mai 2019 21h45 UTC+3 | *Assadalla 10e - Afif 12e |       | *Al Somah 51e (pen.) |                              |  |

| 6e journée                 | Persépolis                | 2 - 0 | AL-Sadd | Stade Azadi, Téhéran                                    |                                                         |
| 20 mai 2019 21h00 UTC+4:30 | *Torabi 16e - Alipour 67e | (1-0) |         | Spectateurs : 11,390 Arbitrage : Hettikamkanamge Perera | Spectateurs : 11,390 Arbitrage : Hettikamkanamge Perera |

| 6e journée              | Al-Ahli                       | 2 - 1 | Pakhtakor Tachkent | Stade Roi-Abdallah, Djeddah                 |                                             |
| 20 mai 2019 22h00 UTC+3 | *Al Somah 69e - Ghareeb 90+2e | (0-0) | *Sergeev 88e       | Spectateurs : 23,183 Arbitrage : Ryuji Sato | Spectateurs : 23,183 Arbitrage : Ryuji Sato |

#### Groupe E
| Rang | Équipe                  | Pts | J | G | N | P | Bp | Bc | Diff |  | Résultats (▼ dom., ► ext.) |     |     |     |     |
| ---- | ----------------------- | --- | - | - | - | - | -- | -- | ---- |  | -------------------------- | --- | --- | --- | --- |
| 1    | Shandong Luneng Taishan | 11  | 6 | 3 | 2 | 1 | 10 | 8  | +2   |  | Shandong Luneng Taishan    |     | 2-2 | 2-1 | 2-1 |
| 2    | Kashima Antlers         | 10  | 6 | 3 | 1 | 2 | 9  | 8  | +1   |  | Kashima Antlers            | 2-1 |     | 0-1 | 2-1 |
| 3    | Gyeongnam FC            | 8   | 6 | 2 | 2 | 2 | 9  | 8  | +1   |  | Gyeongnam FC               | 2-2 | 2-3 |     | 2-0 |
| 4    | Johor Darul Ta'zim      | 4   | 6 | 1 | 1 | 4 | 4  | 8  | -4   |  | Johor Darul Ta'zim         | 0-1 | 1-0 | 1-1 |     |

| 1er journée             | Gyeongnam FC                          | 2 - 2 | Shandong Luneng Taishan | Centre de Football Changwon, Changwon |                                 |
| 5 mars 2019 19h30 UTC+9 | *Woo Joo-sung 60e - Kim Seung-jun 68e | (0-1) | Pellè 21e 77e           | Arbitrage : Ammar Al-Jeneibi ()       | Arbitrage : Ammar Al-Jeneibi () |
| 5 mars 2019 19h30 UTC+9 | Live Report Stats Report              |       |                         | Arbitrage : Ammar Al-Jeneibi ()       | Arbitrage : Ammar Al-Jeneibi () |

| 1er journée             | Kashima Antlers            | 2 - 1 | Johor Darul Ta'zim | Kashima Soccer Stadium, Kashima  |                                  |
| 5 mars 2019 19h00 UTC+9 | *Hirato 43e - Serginho 56e |       | Diogo 80e          | Arbitrage : Turki Al-Khudhayr () | Arbitrage : Turki Al-Khudhayr () |
| 5 mars 2019 19h00 UTC+9 | Live Report Stats Report   |       |                    | Arbitrage : Turki Al-Khudhayr () | Arbitrage : Turki Al-Khudhayr () |

| 2e journée               | Shandong Luneng Taishan  | 2 - 2 | Kashima Antlers | Stade olympique de Jinan, Jinan                    |                                                    |
| 12 mars 2019 15h30 UTC+8 | Pellè 20e (pen.) 41e     | (2-2) | Ito 10e 14e     | Spectateurs : 12,185 Arbitrage : Mooud Bonyadifard | Spectateurs : 12,185 Arbitrage : Mooud Bonyadifard |
| 12 mars 2019 15h30 UTC+8 | Live Report Stats Report |       |                 | Spectateurs : 12,185 Arbitrage : Mooud Bonyadifard | Spectateurs : 12,185 Arbitrage : Mooud Bonyadifard |

| 2e journée               | Johor Darul Ta'zim | 1 - 1 | Gyeongnam FC     | Stade Larkin, Johor Bahru  |                            |
| 12 mars 2019 20h45 UTC+8 | Diogo 68e (pen.)   | (0-0) | Kwak Tae-hwi 52e | Arbitrage : Mohanad Qassim | Arbitrage : Mohanad Qassim |

| 3e journée               | Shandong Luneng Taishan          | 2 - 1 | Johor Darul Ta'zim | Stade olympique de Jinan, Jinan                  |                                                  |
| 9 avril 2019 19h30 UTC+8 | *Fellaini 30e - Pellè 39e (pen.) |       | *Safawi 59e        | Spectateurs : 11 602 Arbitrage : Adham Makhadmeh | Spectateurs : 11 602 Arbitrage : Adham Makhadmeh |

| 3e journée               | Gyeongnam FC                  | 2 - 3 | Kashima Antlers                                           | Centre de Football Changwon, Changwon        |                                              |
| 9 avril 2019 18h30 UTC+9 | *Inukai 56e (csc) - Mutch 71e |       | *Woo Joo-sung 75e (csc) - Kanamori 90+1e - Serginho 90+3e | Spectateurs : 2 194 Arbitrage : Ahmed Al-Kaf | Spectateurs : 2 194 Arbitrage : Ahmed Al-Kaf |

| 4e journée                | Johor Darul Ta'zim | 0 - 1 | Shandong Luneng Taishan | Stade Larkin, Johor Bahru   |                             |
| 24 avril 2019 20h45 UTC+8 |                    | (0-1) | Pellè 22e               | Arbitrage : Khamis Al-Marri | Arbitrage : Khamis Al-Marri |

| 4e journée                | Kashima Antlers | 0 - 1 | Gyeongnam FC | Kashima Soccer Stadium, Kashima |                       |
| 24 avril 2019 19h00 UTC+9 |                 |       | Kunimoto 63e | Arbitrage : Ali Sabah           | Arbitrage : Ali Sabah |

| 5e journée             | Shandong Luneng Taishan        | 2 - 1 | Gyeongnam FC       | Stade olympique de Jinan, Jinan |  |
| 8 mai 2019 19h30 UTC+8 | *Hao Junmin 64e - Fellaini 87e |       | *Kim Seung-jun 43e |                                 |  |

| 5e journée             | Johor Darul Ta'zim | 1 - 0 | Kashima Antlers | Stade Larkin, Johor Bahru |  |
| 8 mai 2019 20h45 UTC+8 | Syafiq Ahmad 69e   |       |                 |                           |  |

| 6e journée              | Gyeongnam FC                     | 2 - 0 | Johor Darul Ta'zim | Centre de Football Changwon, Changwon |                             |
| 22 mai 2019 19h00 UTC+9 | *Castaignos 65e - Kunimoto 90+4e | (0-0) |                    | Arbitrage : Alireza Faghani           | Arbitrage : Alireza Faghani |

| 6e journée              | Kashima Antlers | 2 - 1 | Shandong Luneng Taishan | Kashima Soccer Stadium, Kashima |                              |
| 22 mai 2019 19h00 UTC+9 | Ito 68e 70e     | (0-1) | Fellaini 11e            | Arbitrage : Khamis Al-Kuwari    | Arbitrage : Khamis Al-Kuwari |

#### Groupe F
| Rang | Équipe                      | Pts | J | G | N | P | Bp | Bc | Diff |  | Résultats (▼ dom., ► ext.)  |     |     |     |     |
| ---- | --------------------------- | --- | - | - | - | - | -- | -- | ---- |  | --------------------------- | --- | --- | --- | --- |
| 1    | Sanfrecce Hiroshima         | 15  | 6 | 5 | 0 | 1 | 9  | 4  | +5   |  | Sanfrecce Hiroshima         |     | 1-0 | 2-0 | 2-1 |
| 2    | Guangzhou Evergrande Taobao | 10  | 6 | 3 | 1 | 2 | 9  | 5  | +4   |  | Guangzhou Evergrande Taobao | 2-0 |     | 1-0 | 4-0 |
| 3    | Daegu FC                    | 9   | 6 | 3 | 0 | 3 | 10 | 6  | +4   |  | Daegu FC                    | 0-1 | 3-1 |     | 4-0 |
| 4    | Melbourne Victory           | 1   | 6 | 0 | 1 | 5 | 4  | 17 | -13  |  | Melbourne Victory           | 1-3 | 1-1 | 1-3 |     |

| 1er journée             | Guangzhou Evergrande Taobao | 2 - 0 | Sanfrecce Hiroshima | Stade Tianhe, Guangzhou              |                                      |
| 5 mars 2019 20h00 UTC+8 | *Talisca 19e - Paulinho 26e | (2-0) |                     | Arbitrage : Abdulrahman Al-Jassim () | Arbitrage : Abdulrahman Al-Jassim () |
| 5 mars 2019 20h00 UTC+8 | Live Report Stats Report    |       |                     | Arbitrage : Abdulrahman Al-Jassim () | Arbitrage : Abdulrahman Al-Jassim () |

| 1er journée              | Melbourne Victory        | 1 - 3 | Daegu FC                                      | AAMI Park, Melbourne           |                                |
| 5 mars 2019 19h30 UTC+11 | Toivonen 29e             | (1-1) | *Cesinha 31e - Hwang Soon-min 51e - Edgar 61e | Arbitrage : Alireza Faghani () | Arbitrage : Alireza Faghani () |
| 5 mars 2019 19h30 UTC+11 | Live Report Stats Report |       |                                               | Arbitrage : Alireza Faghani () | Arbitrage : Alireza Faghani () |

| 2e journée               | Sanfrecce Hiroshima      | 2 - 1 | Melbourne Victory | Hiroshima Big Arch, Hiroshima |                       |
| 12 mars 2019 19h00 UTC+9 | *Higashi 3e - Watati 86e | (1-0) | *Honda 71e        | Arbitrage : Ali Sabah         | Arbitrage : Ali Sabah |
| 12 mars 2019 19h00 UTC+9 | Live Report Stats Report |       |                   | Arbitrage : Ali Sabah         | Arbitrage : Ali Sabah |

| 2e journée               | Daegu FC                         | 3 - 1 | Guangzhou Evergrande Taobao | Daegu Forest Arena, Daegu   |                             |
| 12 mars 2019 19h30 UTC+9 | *Edgar 24e 43e - Kim Dae-won 81e | (2-0) | *Talisca 53e                | Arbitrage : Khamis Al-Marri | Arbitrage : Khamis Al-Marri |
| 12 mars 2019 19h30 UTC+9 | Live Report Stats Report         |       |                             | Arbitrage : Khamis Al-Marri | Arbitrage : Khamis Al-Marri |

| 3e journée                | Sanfrecce Hiroshima             | 2 - 0 | Daegu FC | Hiroshima Big Arch, Hiroshima |                          |
| 10 avril 2019 19h00 UTC+9 | *Vieira 10e (pen.) - Watari 26e |       |          | Arbitrage : Ahmed Al-Ali      | Arbitrage : Ahmed Al-Ali |

| 3e journée                | Guangzhou Evergrande Taobao                         | 4 - 0 | Melbourne Victory | Stade Tianhe, Guangzhou      |                              |
| 10 avril 2019 20h00 UTC+8 | *Talisca 6e 10e - Yang Liyu 42e - Broxham 73e (csc) |       |                   | Arbitrage : Ammar Al-Jeneibi | Arbitrage : Ammar Al-Jeneibi |

| 4e journée                | Daegu FC | 0 - 1 | Sanfrecce Hiroshima | Daegu Forest Arena, Daegu            |                                      |
| 23 avril 2019 20h00 UTC+9 |          | (0-1) | Araki 34e           | Arbitrage : Mohd Amirul Izwan Yaacob | Arbitrage : Mohd Amirul Izwan Yaacob |

| 4e journée                 | Melbourne Victory | 1 - 1 | Guangzhou Evergrande Taobao | AAMI Park, Melbourne        |                             |
| 23 avril 2019 19h30 UTC+10 | Ingham 26e        | (1-1) | Huang Bowen 24e             | Arbitrage : Nawaf Shukralla | Arbitrage : Nawaf Shukralla |

| 5e journée             | Sanfrecce Hiroshima  | 1 - 0 | Guangzhou Evergrande Taobao | Hiroshima Big Arch, Hiroshima |  |
| 8 mai 2019 19h00 UTC+9 | Li Xuepeng 15e (csc) |       |                             |                               |  |

| 5e journée             | Daegu FC                                                                   | 4 - 0 | Melbourne Victory | Daegu Forest Arena, Daegu |  |
| 8 mai 2019 19h00 UTC+9 | *Edgar 9e (pen.) - Jeong Tae-wook 53e - Kim Dae-won 80e - Jung Seon-ho 61e |       |                   |                           |  |

| 6e journée              | Guangzhou Evergrande Taobao | 1 - 0 | Daegu FC | Stade Tianhe, Guangzhou                     |                                             |
| 22 mai 2019 18h00 UTC+8 | Paulinho 64e                | (0-0) |          | Arbitrage : Mohammed Abdulla Hassan Mohamed | Arbitrage : Mohammed Abdulla Hassan Mohamed |

| 6e journée               | Melbourne Victory | 1 - 3 | Sanfrecce Hiroshima                          | AAMI Park, Melbourne          |                               |
| 22 mai 2019 20h00 UTC+10 | *Toivonen 70e     | (0-1) | *Matsumoto 5e - Minagawa 73e - Morishima 75e | Arbitrage : Turki Al-Khudhayr | Arbitrage : Turki Al-Khudhayr |

#### Groupe G
| Rang | Équipe                 | Pts | J | G | N | P | Bp | Bc | Diff |  | Résultats (▼ dom., ► ext.) |     |     |     |     |
| ---- | ---------------------- | --- | - | - | - | - | -- | -- | ---- |  | -------------------------- | --- | --- | --- | --- |
| 1    | Jeonbuk Hyundai Motors | 13  | 6 | 4 | 1 | 1 | 7  | 3  | +4   |  | Jeonbuk Hyundai Motors     |     | 2-1 | 3-1 | 0-0 |
| 2    | Urawa Reds             | 10  | 6 | 3 | 1 | 2 | 9  | 4  | +5   |  | Urawa Reds                 | 0-1 |     | 3-0 | 3-0 |
| 3    | Beijing Sinobo Guoan   | 7   | 6 | 2 | 1 | 3 | 6  | 8  | -2   |  | Beijing Sinobo Guoan       | 0-1 | 0-0 |     | 2-0 |
| 4    | Buriram United         | 4   | 6 | 1 | 1 | 4 | 3  | 10 | -7   |  | Buriram United             | 1-0 | 1-2 | 1-3 |     |

| 1er journée             | Urawa Reds                     | 3 - 0 | Buriram United | Saitama Stadium 2002, Saitama                         |                                                       |
| 6 mars 2019 19h30 UTC+9 | *Makino 50e - Hashioka 75e 88e |       |                | Spectateurs : 20,056 Arbitrage : Yaqoob Abdul Baki () | Spectateurs : 20,056 Arbitrage : Yaqoob Abdul Baki () |
| 6 mars 2019 19h30 UTC+9 | Live Report Stats Report       |       |                | Spectateurs : 20,056 Arbitrage : Yaqoob Abdul Baki () | Spectateurs : 20,056 Arbitrage : Yaqoob Abdul Baki () |

| 1er journée             | Jeonbuk Hyundai Motors                                   | 3 - 1 | Beijing Sinobo Guoan | Stade de la Coupe du monde de Jeonju, Jeonju   |                                                |
| 6 mars 2019 19h00 UTC+9 | *Han Kyo-won 14e - Lee Dong-gook 48e - Kim Shin-wook 71e | (1-1) | *Zhang Xizhe 41e     | Spectateurs : 8,566 Arbitrage : Aziz Asimov () | Spectateurs : 8,566 Arbitrage : Aziz Asimov () |
| 6 mars 2019 19h00 UTC+9 | Live Report Stats Report                                 |       |                      | Spectateurs : 8,566 Arbitrage : Aziz Asimov () | Spectateurs : 8,566 Arbitrage : Aziz Asimov () |

| 2e journée               | Buriram United           | 1 - 0 | Jeonbuk Hyundai Motors | Chang Arena, Buriram                            |                                                 |
| 13 mars 2019 18h00 UTC+7 | Supachok 50e             | (0-0) |                        | Spectateurs : 7,222 Arbitrage : Ilgiz Tantashev | Spectateurs : 7,222 Arbitrage : Ilgiz Tantashev |
| 13 mars 2019 18h00 UTC+7 | Live Report Stats Report |       |                        | Spectateurs : 7,222 Arbitrage : Ilgiz Tantashev | Spectateurs : 7,222 Arbitrage : Ilgiz Tantashev |

| 2e journée               | Beijing Sinobo Guoan     | 0 - 0 | Urawa Reds | Stade des ouvriers, Pékin                          |                                                    |
| 13 mars 2019 20h00 UTC+8 |                          | (0-0) |            | Spectateurs : 43,112 Arbitrage : Masoud Tufayelieh | Spectateurs : 43,112 Arbitrage : Masoud Tufayelieh |
| 13 mars 2019 20h00 UTC+8 | Live Report Stats Report |       |            | Spectateurs : 43,112 Arbitrage : Masoud Tufayelieh | Spectateurs : 43,112 Arbitrage : Masoud Tufayelieh |

| 3e journée               | Buriram United | 1 - 3 | Beijing Sinobo Guoan | Chang Arena, Buriram                                   |                                                        |
| 9 avril 2019 18h00 UTC+7 | Suphanat 80e   |       | Bakambu 2e 29e 54e   | Spectateurs : 9 345 Arbitrage : Hettikamkanamge Perera | Spectateurs : 9 345 Arbitrage : Hettikamkanamge Perera |

| 3e journée               | Urawa Reds | 0 - 1 | Jeonbuk Hyundai Motors | Saitama Stadium 2002, Saitama                |                                              |
| 9 avril 2019 19h30 UTC+9 |            |       | Adriano 77e            | Spectateurs : 20 118 Arbitrage : Peter Green | Spectateurs : 20 118 Arbitrage : Peter Green |

| 4e journée                | Beijing Sinobo Guoan                   | 2 - 0 | Buriram United | Stade des ouvriers, Pékin    |                              |
| 24 avril 2019 20h00 UTC+8 | Renato Augusto 55e (pen.) · BA Dun 76e | (1-0) |                | Arbitrage : Khamis Al-Kuwari | Arbitrage : Khamis Al-Kuwari |

| 4e journée                | Jeonbuk Hyundai Motors                        | 2 - 1 | Urawa Reds | Stade de la Coupe du monde de Jeonju, Jeonju                    |                                                                 |
| 24 avril 2019 19h00 UTC+9 | Ricardo Lopes Pereira 12e · KIM Shin-wook 48e | (1-0) | Koroki 58e | Spectateurs : 8 096 Arbitrage : Mohammed Abdulla Hassan Mohamed | Spectateurs : 8 096 Arbitrage : Mohammed Abdulla Hassan Mohamed |

| 5e journée             | Buriram United    | 1 - 2 | Urawa Reds            | Chang Arena, Buriram |  |
| 7 mai 2019 18h00 UTC+7 | *Pedro Júnior 13e |       | *Koroki 3e - Muto 23e |                      |  |

| 5e journée             | Beijing Sinobo Guoan | 0 - 1 | Jeonbuk Hyundai Motors | Stade des ouvriers, Pékin |  |
| 7 mai 2019 20h00 UTC+8 |                      |       | Kim Shin-wook 17e      |                           |  |

| 6e journée              | Urawa Reds                            | 3 - 0 | Beijing Sinobo Guoan | Saitama Stadium 2002, Saitama |                       |
| 21 mai 2019 19h00 UTC+9 | *Nagasawa 34e - Muto 41e - Koroki 81e | (2-0) |                      | Arbitrage : Ali Sabah         | Arbitrage : Ali Sabah |

| 6e journée              | Jeonbuk Hyundai Motors | 0 - 0 | Buriram United | Stade de la Coupe du monde de Jeonju, Jeonju |                                   |
| 21 mai 2019 19h00 UTC+9 |                        | (0-0) |                | Arbitrage : Abdulrahman Al-Jassim            | Arbitrage : Abdulrahman Al-Jassim |

#### Groupe H
| Rang | Équipe            | Pts | J | G | N | P | Bp | Bc | Diff |  | Résultats (▼ dom., ► ext.) |     |     |     |     |
| ---- | ----------------- | --- | - | - | - | - | -- | -- | ---- |  | -------------------------- | --- | --- | --- | --- |
| 1    | Ulsan Hyundai     | 11  | 6 | 3 | 2 | 1 | 5  | 7  | -2   |  | Ulsan Hyundai              |     | 1-0 | 1-0 | 1-0 |
| 2    | Shanghai SIPG     | 9   | 6 | 2 | 3 | 1 | 13 | 8  | +5   |  | Shanghai SIPG              | 5-0 |     | 1-0 | 2-2 |
| 3    | Kawasaki Frontale | 8   | 6 | 2 | 2 | 2 | 9  | 6  | +3   |  | Kawasaki Frontale          | 2-2 | 2-2 |     | 1-0 |
| 4    | Sydney FC         | 3   | 6 | 0 | 3 | 3 | 5  | 11 | -6   |  | Sydney FC                  | 0-0 | 3-3 | 0-4 |     |

| 1er journée              | Sydney FC                | 0 - 0 | Ulsan Hyundai | Jubilee Oval, Sydney                                |                                                     |
| 6 mars 2019 20h00 UTC+11 |                          | (0-0) |               | Spectateurs : 4,039 Arbitrage : Khamis Al-Kuwari () | Spectateurs : 4,039 Arbitrage : Khamis Al-Kuwari () |
| 6 mars 2019 20h00 UTC+11 | Live Report Stats Report |       |               | Spectateurs : 4,039 Arbitrage : Khamis Al-Kuwari () | Spectateurs : 4,039 Arbitrage : Khamis Al-Kuwari () |

| 1er journée             | Shanghai SIPG            | 1 - 0 | Kawasaki Frontale | Stade de Shanghai, Shanghai                    |                                                |
| 6 mars 2019 19h30 UTC+8 | Hulk 89e (pen.)          | (0-0) |                   | Arbitrage : Mohammed Abdulla Hassan Mohamed () | Arbitrage : Mohammed Abdulla Hassan Mohamed () |
| 6 mars 2019 19h30 UTC+8 | Live Report Stats Report |       |                   | Arbitrage : Mohammed Abdulla Hassan Mohamed () | Arbitrage : Mohammed Abdulla Hassan Mohamed () |

| 2e journée               | Ulsan Hyundai            | 1 - 0 | Shanghai SIPG | Stade d'Ulsan Munsu, Ulsan                           |                                                      |
| 13 mars 2019 19h00 UTC+9 | Negrão 66e               | (0-0) |               | Spectateurs : 4,265 Arbitrage : Ahmad Yacoub Ibrahim | Spectateurs : 4,265 Arbitrage : Ahmad Yacoub Ibrahim |
| 13 mars 2019 19h00 UTC+9 | Live Report Stats Report |       |               | Spectateurs : 4,265 Arbitrage : Ahmad Yacoub Ibrahim | Spectateurs : 4,265 Arbitrage : Ahmad Yacoub Ibrahim |

| 2e journée               | Kawasaki Frontale        | 1 - 0 | Sydney FC | Stade d'athlétisme de Todoroki, Kawasaki            |                                                     |
| 13 mars 2019 19h00 UTC+9 | Saitō 83e                | (0-0) |           | Spectateurs : 11,278 Arbitrage : Valentin Kovalenko | Spectateurs : 11,278 Arbitrage : Valentin Kovalenko |
| 13 mars 2019 19h00 UTC+9 | Live Report Stats Report |       |           | Spectateurs : 11,278 Arbitrage : Valentin Kovalenko | Spectateurs : 11,278 Arbitrage : Valentin Kovalenko |

| 3e journée                | Ulsan Hyundai   | 1 - 0 | Kawasaki Frontale | Stade d'Ulsan Munsu, Ulsan    |                               |
| 10 avril 2019 20h00 UTC+9 | Kim Su-an 90+1e |       |                   | Arbitrage : Turki Al-Khudhayr | Arbitrage : Turki Al-Khudhayr |

| 3e journée                 | Sydney FC                                        | 3 - 3 | Shanghai SIPG                             | Jubilee Oval, Sydney        |                             |
| 10 avril 2019 19h30 UTC+10 | *de Jong 3e - le Fondre 32e (pen.) - Brosque 84e |       | *Lü Wenjun 27e - Yu Hai 36e - Elkeson 89e | Arbitrage : Alireza Faghani | Arbitrage : Alireza Faghani |

| 4e journée                | Kawasaki Frontale           | 2 - 2 | Ulsan Hyundai                    | Stade d'athlétisme de Todoroki, Kawasaki |                              |
| 23 avril 2019 19h00 UTC+9 | * Kobayashi 8e - Chinen 82e | (1-2) | * PARK Yong-woo 17e - Negrão 31e | Arbitrage : Ammar Al-Jeneibi             | Arbitrage : Ammar Al-Jeneibi |

| 4e journée                | Shanghai SIPG                   | 2 - 2 | Sydney FC                   | Stade de Shanghai, Shanghai       |                                   |
| 23 avril 2019 19h30 UTC+8 | Elkeson 47e · WANG Shenchao 59e | (0-1) | O'Neill 33e · Le Fondre 62e | Arbitrage : Abdulrahman Al-Jassim | Arbitrage : Abdulrahman Al-Jassim |

| 5e journée             | Ulsan Hyundai | 1 - 0 | Sydney FC | Stade d'Ulsan Munsu, Ulsan |  |
| 7 mai 2019 19h00 UTC+9 | Diskerud 59e  |       |           |                            |  |

| 5e journée             | Kawasaki Frontale                   | 2 - 2 | Shanghai SIPG | Stade d'athlétisme de Todoroki, Kawasaki |  |
| 7 mai 2019 19h00 UTC+9 | *Leandro Damião 13e - Taniguchi 66e |       | *Hulk 6e 71e  |                                          |  |

| 6e journée               | Sydney FC | 0 - 4 | Kawasaki Frontale                                  | Jubilee Oval, Sydney       |                            |
| 21 mai 2019 20h00 UTC+10 |           |       | *Wakizaka 9e 20e - Tanaka 28e - Leandro Damião 59e | Arbitrage : Mohanad Qassim | Arbitrage : Mohanad Qassim |

| 6e journée              | Shanghai SIPG                                          | 5 - 0 | Ulsan Hyundai | Stade de Shanghai, Shanghai |                         |
| 21 mai 2019 18h00 UTC+8 | *Oscar 7e 42e 76e - Li Shenglong 67e - Hu Jinghang 88e | (2-0) |               | Arbitrage : Aziz Asimov     | Arbitrage : Aziz Asimov |